# Evald Bergman
Anders Evald Bergman, född 9 juni 1843 i Kristinehamn, död 16 december 1904 i Stockholm, var en svensk präst. 

## Biografi
Evald Bergman föddes  1843 i Kristinehamn. Han var son till sparbankskamreren Johan Petter Bergman och Emilia Carolina Bodin. Bergman blev 11 september 1862 student vid Uppsala universitet och var medlem av Värmlands nation. Han avlade filosofie kandidatexamen 29 maj 1866 och blev 12 augusti 1868 kateket i Katarina församling. Bergman prästvigdes 21 december 1868 i Uppsala domkyrka och var från 29 december 1868 till 30 september 1869 vice komminister i Klara församling. Han var även från 30 december 1868 till 15 januari 1872 adjunkt vid Nya elemtärskolan i Stockholm och blev 19 oktober 1869 komministeradjunkt i Klara församling.
Bergman blev filosofie doktor vid Lunds universitet 1871 på avhandlingen Om den gammalkristna basilikan. Han prästvigdes 1868, blev kateket i Stockholm samma år, var adjunkt vid Nya elementarskolan där 1868–72, blev e.o. hovpredikant 1874, regementspastor vid Andra livgardet 1877, var kyrkoherde i Jakob och Johannes församling i Stockholm från 1882 och blev teologie doktor 1897. Han invaldes som ledamot av Musikaliska akademien 1892.

### Familj
Bergman gifte sig 8 augusti 1871 med Eufrosyne Elisabet Catharina Sjöcrona (1853–1930), dotter till översten Peter Sjöcrona och Ulrika Augusta Barnekow. De fick tillsammans barnen jägmästare Per Evald Bergman (född 1872), Karin Augusta Elisabeth Bergman (född 1873), lasarettsläkaren Kjell Johan Cornelius Bergman (född 1875) i Malmö och civilingenjören Sven Robert Bergman (född 1876).